# Pablo de Pedro
De Pedro  García est un nom espagnol. Le premier nom de famille, en général paternel, est De Pedro ; le second, en général maternel, souvent omis, est García.
Pablo de Pedro García (né le 19 novembre 1980 à Ségovie) est un coureur cycliste espagnol.

## Palmarès
- 1999
  - Tour de Ségovie :
    - Classement général
    - 3e étape
- 2002
  - Tour de Ségovie :
    - Classement général
    - 2e et 3e étapes

  - 6e étape du Tour de Cuba
  - Mémorial Jesús Loroño
  - 3e étape du Tour de la Bidassoa
  - Tour du Portugal de l'Avenir :
    - Classement général
    - 1re étape

  - 2e du Grand Prix Macario
  - 2e du Tour de Palencia
  - 3e du Grand Prix de la ville de Felino
- 2008
  - Volta da Ascension :
    - Classement général
    - 2e étape

  - 1re étape du Tour de Zamora (contre-la-montre par équipes)

## Classements mondiaux
| Année           | 2008 |
| --------------- | ---- |
| UCI Europe Tour | 310e |